# Беккедаль, Асле
Асле Леонхард Беккедаль (норв. Asle Leonhard Bækkedal; 9 декабря 1896, Кристиания — 6 июня 1952, Гётеборг) — норвежский легкоатлет, выступавший в беге на короткие дистанции. Участник летних Олимпийских игр 1920 года.

## Биография
Асле Беккедаль родился 9 декабря 1896 года в норвежском городе Кристиания (сейчас Осло).
Выступал в легкоатлетических соревнованиях за студенческое спортивное объединение Кристиании. В 1920 году стал чемпионом Норвегии в беге на 100 метров, в 1921 году — серебряным призёром.
В 1920 году вошёл в состав сборной Норвегии на летних Олимпийских играх в Антверпене. В беге на 100 метров занял в 1/8 финала последнее, 5-е место. В эстафете 4х100 метров сборная Норвегии, за которую также выступали Бьярне Гульдлагер, Эрлинг Остад и Рольф Стенерсен, была дисквалифицирована в полуфинале.
В молодости эмигрировал во Францию, позже поселился в Швеции.
Умер 6 июня 1952 года в шведском городе Гётеборг.

## Личный рекорд
- Бег на 100 метров — 10,9 (1921)[1]